# Gardawice (gromada)
Gardawice (od 1 VII 1963 Zawiść) – dawna gromada, czyli najmniejsza jednostka podziału terytorialnego Polskiej Rzeczypospolitej Ludowej w latach 1954–1972.
Gromady, z gromadzkimi radami narodowymi (GRN) jako organami władzy najniższego stopnia na wsi, funkcjonowały od reformy reorganizującej administrację wiejską przeprowadzonej jesienią 1954 do momentu ich zniesienia z dniem 1 stycznia 1973, tym samym wypierając organizację gminną w latach 1954–1972.
Gromadę Gardawice z siedzibą GRN w Gardawicach (obecnie w granicach Orzesza) utworzono – jako jedną z 8759 gromad na obszarze Polski – w powiecie pszczyńskim w woj. stalinogrodzkim, na mocy uchwały nr 21/54 WRN w Stalinogrodzie z dnia 5 października 1954. W skład jednostki weszły obszary dotychczasowych gromad Gardawice, Zawiść i Zgoń ze zniesionej gminy Gardawice w tymże powiecie.
13 listopada 1954 (z mocą obowiązująca wstecz od 1 października 1954) gromada weszła w skład nowo utworzonego powiatu tyskiego w tymże województwie, gdzie ustalono dla niej 24 członków gromadzkiej rady narodowej.
20 grudnia 1956 województwo stalinogrodzkie przemianowano (z powrotem) na katowickie.
Gromadę Gardawice zniesiono 1 lipca 1963 w związku z przeniesieniem siedziby GRN z Gardawic do Zawiści i zmianą nazwy jednostki na gromada Zawiść.
1 stycznia 1973 – tym razem w powiecie tyskim – reaktywowano zniesioną w 1954 roku gminę Gardawice (zniesiono ją 27 maja 1975 przez włączenie do Orzesza).